# Gunnar Säve-Söderbergh
Gunnar Säve-Söderbergh, född 31 januari 1910 i Falun, död 8 juni 1948 på Solbackens sanatorium i Säter, var en svensk paleontolog. 
Efter studentexamen i Göteborg 1928  avlade Säve-Söderbergh filosofie kandidatexamen i Uppsala 1931 och licentiatexamen där 1933. Han utnämndes till professor i paleontologi och historisk geologi vid Uppsala universitet 1937.
Han deltog i Lauge Kochs expeditioner till Östgrönland 1931–1934 och 1936 då bl.a. fossil av Ichthyostega insamlades. Säve-Söderbergh gav 1932 ut en omfattande rapport om dessa fynd, som var de dittills äldsta kända fyrfotadjuren (från devonperioden). Han samlade även fossil på Cypern (1930), i England och Skottland (1934) samt i Estland (1936).
Säve-Söderbergh försökte utarbeta en detaljerad biostratigrafi för Östgrönlands paleozoikum och analyserade överensstämmelser i mönstret av skallens täckben hos lobfeniga fiskar och tidiga fyrfotadjur. Särskilda studier ägnades åt kraniets struktur hos urgroddjur (s.k. stegocefaler) från Östgrönland och Spetsbergen och hos lungfiskar från devon.
Sedan han tillträtt professuren i Uppsala insjuknade Säve-Söderbergh i tuberkulos, vilket kom att stäcka hans bana som forskare. Han publicerade dock några studier under sin sjukdomstid, bl.a. undersökningar av sidolinjesystemet hos lägre ryggradsdjur och trigeminusmuskulaturen hos lägre fyrfotadjur. En uppsats om hjärnskålen hos en lungfisk från devonperioden, skriven före insjuknandet, utgavs postumt.
Säve-Söderbergh promoverades till hedersdoktor vid Uppsala universitet 1942 och blev ledamot av Kungliga Vetenskapsakademien 1948. Han var son till neurologen Gotthard Söderbergh och Inga Säve, bror till egyptologen Torgny Säve-Söderbergh och far till Bengt Säve-Söderbergh.
Gunnar Säve-Söderbergh är begravd på Uppsala gamla kyrkogård.